# دم الحبل السري

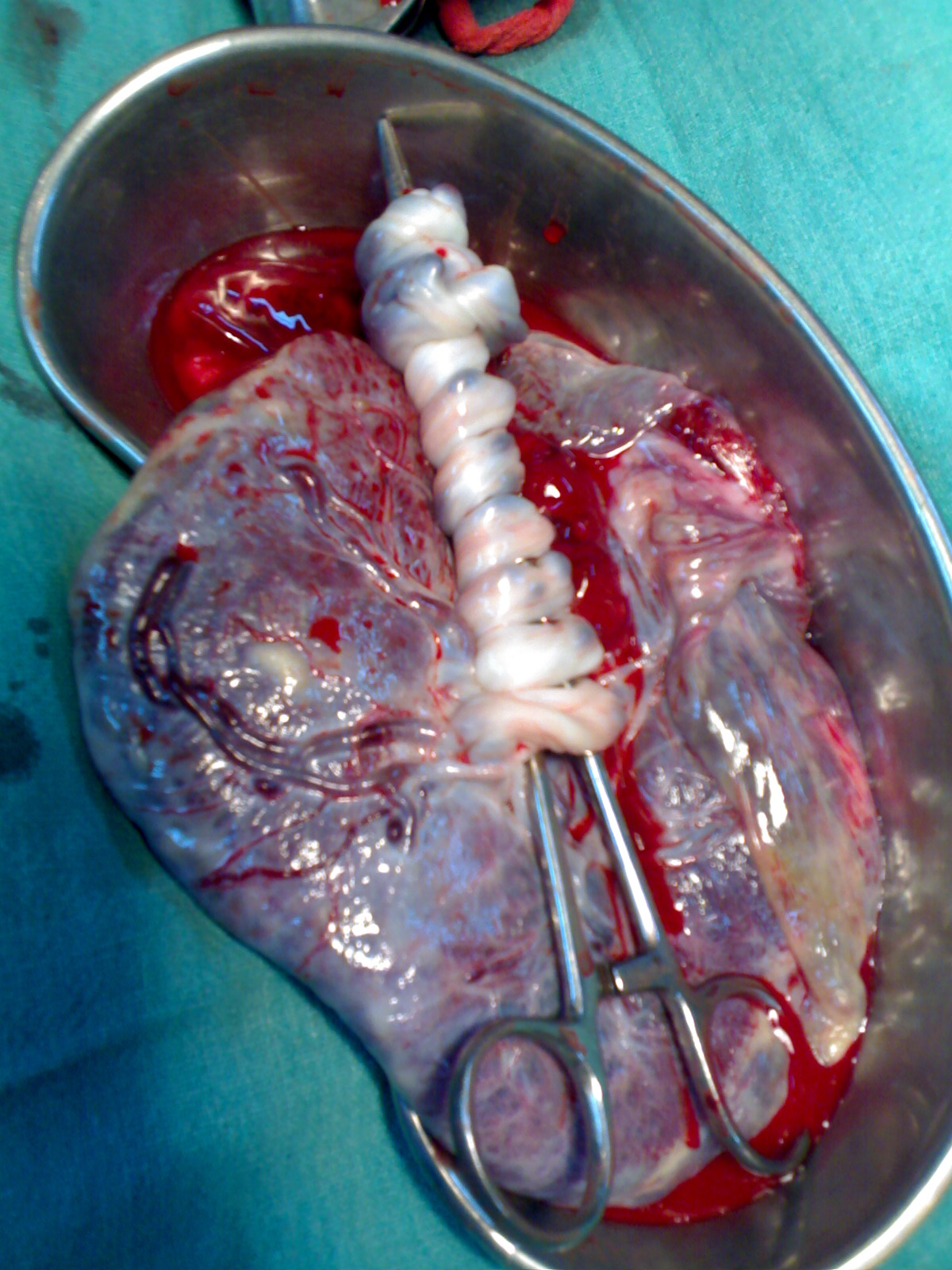

دم الحبل السري اكتشف العلماء في سبعينيات القرن العشرين أنه من الممكن أن يوفر نفس النوع من الخلايا الجذعية التي تكون الدم والتي ينتجها النخاع العظمي، لذا قاموا بتجميع دم الحبل السري وتخزينه في بنوك خاصة بالدم.
يلجأ بعض الآباء في الآونة الأخيرة إلى تخزين خلايا دم الحبل السري في بنك دم الحبل السري الخاص بأطفالهم لضمان مستقبلهم الصحي في حال عانوا من أي مرض خطير أو للتبرع بالخلايا لمن هو بحاجة لها.

## فائدة دم الحبل السري
تعتبر الخلايا الجذعية التي تشكل الدم والتي يتم التقاطها من دم الحبل السري خلايا أولية توجد بشكل رئيسي في النخاع العظمي، وهي قادرة على التطور إلى الأنواع الثلاثة من خلايا الدم: خلايا الدم الحمراء،وخلايا الدم البيضاء، والصفائح، كما أن للخلايا الجذعية المأخوذة من دم الحبل السري إمكانية تكوين أنواع أخرى من خلايا الجسم.

## استخدامات دمالحبل السري
يستخدم دم الحبل السري عندما يتم إتلاف الكثير من الخلايا «المفيدة» إلى جانب الخلايا الضارة عند إصابة الفرد بأمراض خطيرة يتم علاجها بإخضاع الجسم إلى العلاج الكيماوي أو الإشعاعي الذي يقتل هذه الخلايا المفيدة بما فيها الخلايا الجذعية الموجودة في النخاع العظمي عند قتله الخلايا الضارة وهذه الأمراض تشمل:
• السرطان.
• أمراض الدم.
• اضطرابات الجهاز المناعي.
وبالتالي، وحسب نوع العلاج، يحتاج بعض المرضى إلى زراعة نخاع عظمي بحيث يحصلوا عليها عادة من متبرع لخلايا دم الحبل السري أو دم المريض نفسه، إن كان قد خزن له بعد الولادة دم حبله السري أو لأحد إخوانه أو أقاربائه، وتتم زراعة الخلايا الجذعية التي تشكل الدم عند المريض، وبدورها تقوم هذه الخلايا بتصنيع خلايا دم جديدة سليمة تعزز قدرة المريض على إنتاج خلايا دم وتعزز جهازه المناعي.

## عملية التقاط خلايا دم الحبل السري
عند ولادة الجنين، تخرج المشيمة من جسم الأم، وهي العضو المؤقت الذي ينقل الأوكسجين والمواد المغذية للجنين عندما يكون في رحمها.
وتحدث عملية التقاط دم الحبل السري بعد الولادة، إذ تكون هناك أدوات خاصة يحصل عليها الأبوان من بنك الدم بعد أن يتفقا مع المراكز المختصة بنقل دم الحبل السري، ويتم ربط الحبل السري من الجانبين ومن ثم قطعه، وفي معظم الحالات يقوم الطبيب النسائي أو الممرضة من ذوي الخبرة العالية بالتقاط دم الحبل السري قبل خروج المشيمة بإدخال إبرة موصولة بكيس خاص لجمع الدم داخل وريد الحبل السري لالتقاط الدم.
الخلايا الجذعية من دم الحبل السرى وقاية مدى الحياة
يحتوى دم الحبل السرى على خلايا جذعية هذه الخلايا الجذعية كانت حتى وقت قريب تلقى ويتم التخلص منها بعد الولادة مع الحبل السرى والمشيمة إلا أن هذه الخلايا ذات قيمة كبيرة اغتنامها لحظة الولادة والاحتفاظ بها على مدى الحياة لاى استخدامات قد تتطلبها ضرورات طبية ملحة تطرا فيما بعد
يستخدم دم الحبل السري لمعرفة إذا ما كان الجنين مصاب بمرض الثلاسيميا ولكن من إخطاره أنه يسبب الإجهاض في بعض الحالات

## اهمية
يحتوى الدم المستخلص من الحبل السرى على خلايا جذعية قيمة يمكن استخدامها اليوم بالفعل في علاج الأمراض العسيرة وعلاوة على ذلك فانها تعتبر مادة خام بالغة القيمة للطب في المستقبل. يتمتع دم الحبل السرى بالعديد من المزايا إذا ما قورن بالخلايا الجذعية التي كانت تتم زراعتها حتى الآن بشكل متكرر والمستخرجة من ة النخاع أو من الدم المحيط به. وهذة المزايا هي :
- استخلاص الخلايا الجذعية من دم الحبل السرى سهل وخالى من المخاطر.
- دم الحبل السرى حاضر على نحو الفور عندما يتم الاحتياج اليه.
- لا يحتوى دم الحبل السرى على على اورام وهو على حد كبير خال من الفيروسات.
- تقبل الجسم دم الحبل السرى في عمليات الزرع على نحو أفضل من الخلايا الجذعية البالغة سواء اكان المتلقى من اقارب ام من غير اقارب المتبرع.

ان فرصة توفير الخلايا الجذعية القيمة بالحصول عليها من دم الحبل السرى لطفلك واخوتة لا تتسنى الا مرة واحدة فقط في العمر وهي عند الولادة. لابد من سحب الدم من الحبل السرى بعد الولادة مباشرة وإذا لم يحدث هذا فان دم الحبل السرى وما يحتوى علية من خلايا جذعية قيمة سوف يلقى في صندوق المهملات فيفنى إلى الابد وبشكل لا يسمح باسترجاع الخلايا مرة أخرى.